# Barichneumon tropicus
Barichneumon tropicus là một loài tò vò trong họ Ichneumonidae.